# 盖灵斯瓦尔德
盖灵斯瓦尔德（德語：Geringswalde，發音：[ɡeːʁɪŋsˈvaldə] ⓘ）是德国萨克森州中萨克森县的城市，面积30.06平方千米，2023年12月31日人口为4,166人。